# Iria Esteller i Sotés
Iria Esteller Sotés (Barcelona, 11 de febrer de 1990) és una exjugadora de waterpolo i model catalana.
Va iniciar-se en la natació al CN Barcelona, i després al waterpolo al CN Sant Andreu el 2005. Dos anys més tard, va fitxar pel CN Sabadell, amb el qual va guanyar dos lligues espanyoles, dues Copes de la Reina, i a més va disputar partits de competició europea. Va participar amb la selecció espanyola de waterpolo en dues Lligues Mundials, 2008 i 2009. Va retirar-se de la competició al final de la temporada 2008-09. Posteriorment ha treballat com a model de publicitat i d'anuncis de televisió.

## Palmarès
- 2 Lliga espanyola de waterpolo femenina: 2007-08, 2008-09
- 2 Copa espanyola de waterpolo femenina: 2007-08, 2008-09